# Кучук-Мухаммед
Кучук-Мухаммед, также Кичи́ Мухамме́д — фактический последний хан Золотой Орды в 1428 и 1432—1459 годах, сын Тимур-хана. Захватил власть у своего тёзки — во избежание путаницы предшествующего правителя Орды прозвали Улу Мухаммед («старший Мухаммед»), а его конкурента Кичи-Мухаммед, то есть «младший».
Кучук-Мухаммед пользовался поддержкой ногайских биев, сыновей Едигея — Гази и Науруса. Гази был у него беклярбеком. Кроме того он имел много сторонников в Хаджи-Тархане. Около 1428 года выступил против Улу Мухаммеда. Погодные условия в Поволжье в эти годы были неблагоприятными, народ голодал, а Улу Мухаммед не обладал возможностью как-то его поддержать. В этих условиях многие переходили на сторону Кичи Мухаммеда. Его победа была уже близка, но в этот момент из-за какой-то ссоры Кучук-Мухаммеда покинули ногайские бии. При этом Наурус-бий перешёл на сторону Улу Мухаммеда со своим войском, чем значительно усилил его. Улу Мухаммед сделал его беклярбеком и сумел удержать власть
В 1432 году, когда Кучук-Мухаммед снова начал активные действия, Улу Мухаммед был существенно ослаблен, его покинули Текие и Хайдар, со своими войсками откочевав в Крым, где способствовали приходу к власти очередного претендента на ханский престол Сайид Ахмада, сына Керим-Берди и внука Токтамыша. Тогда Улу Мухаммед пошёл на переговоры с Кичи Мухаммедом. Он уступил ему Поволжье, сохранив свою власть в западной части, на окраинах Руси и в Северном Причерноморье. Кичи Мухаммед получил право владеть многократно разорённой столицей — Сараем, но продолжал пребывать в более благополучном Хаджи-Тархане. На среднем Поволжье фактически уже оформилось независимое Казанское ханство во главе с Гийас ад-Дином. В 1434—1436 годах в Золотой Орде установился временный паритет трёх ханов — Улу Мухаммеда, Кучук-Мухаммеда и Сайид Ахмада. В 1434 году Василий II даже заплатил дань всем троим. Однако венецианский дипломат И. Барбаро, побывавший в это время в Орде утверждал, что номинально главой считался Улу Мухаммед.
В 1436—1437 годах равновесие нарушилось. Наурус, не поладив с Улу Мухаммедом, вновь перешёл на сторону Кучук-Мухаммеда, который назначил его беклярбеком. На Улу Мухаммеда напал сначала Сайид Ахмад, а затем и Кичи Мухаммед, но добить его он не смог. Воспользовавшись его отсутствием казанский правитель Гийас ад-Дин захватил Сарай и Кичи Мухаммед вернулся для защиты своей номинальной столицы. Гийас ад-Дин удерживал город около месяца, но в итоге был побеждён и вероятно убит. Улу Мухаммед в этих условиях сумел уцелеть и обосновался в Среднем Поволжье, основав Казанское ханство. Он больше не боролся за трон Золотой Орды, занятый борьбой с Московским княжеством. Основным противником Кичи Мухаммеда оставался Сайид Ахмад, который владел степями от Волги до Днепра и считается основателем Большой Орды (с 1433).
Кучук-Мухаммеду наследовали сыновья Махмуд и Ахмат. Скончался хан около 1459 года. Золотая Орда прекратила существовать, её преемницей считается Большая Орда. К этому году относятся последние монеты Кичи Мухаммеда, а в 1460 году русские летописи называют царём его сына — Ахмата.